# Kanton Saint-Germain-du-Plain
Der Kanton Saint-Germain-du-Plain war bis 2015 ein französischer Wahlkreis im Arrondissement Chalon-sur-Saône im Département Saône-et-Loire und in der Region Burgund; sein Hauptort war Saint-Germain-du-Plain. Vertreter im Generalrat des Départements war zuletzt von 2004 bis 2015 Alain Doulé (PS). 
Der Kanton war 124,81 km² groß und hatte (1999) 7.462 Einwohner, was einer Bevölkerungsdichte von 60 Einwohnern pro km² entsprach. Er lag im Mittel auf 196 Meter über dem Meeresspiegel, zwischen 171 m in Ouroux-sur-Saône und 217 m in L’Abergement-Sainte-Colombe. 

## Gemeinden
Der Kanton bestand aus sieben Gemeinden:
| Gemeinde                    | Einwohner Jahr | Fläche km² | Bevölkerungsdichte | Code INSEE | Postleitzahl |
| --------------------------- | -------------- | ---------- | ------------------ | ---------- | ------------ |
| L’Abergement-Sainte-Colombe | 1.182 (2013)   | 19,53      | 61 Einw./km²       | 71002      | 71370        |
| Baudrières                  | 932 (2013)     | 27         | 34 Einw./km²       | 71023      | 71370        |
| Lessard-en-Bresse           | 570 (2013)     | 8,2        | 70 Einw./km²       | 71256      | 71440        |
| Ouroux-sur-Saône            | 3.041 (2013)   | 22,62      | 134 Einw./km²      | 71336      | 71370        |
| Saint-Christophe-en-Bresse  | 1.070 (2013)   | 20,39      | 52 Einw./km²       | 71398      | 71370        |
| Saint-Germain-du-Plain      | 2.205 (2013)   | 19,31      | 114 Einw./km²      | 71420      | 71370        |
| Tronchy                     | 251 (2013)     | 7,76       | 32 Einw./km²       | 71548      | 71440        |

## Bevölkerungsentwicklung
| 1962  | 1968  | 1975  | 1982  | 1990  | 1999  | 2007  |
| ----- | ----- | ----- | ----- | ----- | ----- | ----- |
| 5.067 | 5.568 | 5.646 | 6.492 | 7.054 | 7.462 | 8.472 |